# ياقوت (ديزني)
ياقوت (بالإنجليزية: Flintheart Glomgold)‏ ، وهو غني وبخيل، ظهر ياقوت من جنوب أفريقيا وهو بط أبيض ويرغب منافسة عم دهب بجمع المال أو المضايقة، وظهر لأول مرة عام 1956م في إحدى قصص المصورة لعم دهب، وتسمى في الدبلجة العربية ياقوت أو دهبان.